# 2e corps d'armée (Grèce)
Le IIe corps d'armée (en grec moderne : grec moderne : Β' Σώμα Στρατού)  est un corps d'armée des forces grecques actif de 1913 à 1941 et de 1946 à 2013. Basé à Véria, en Macédoine-Centrale, il a été engagé dans la Première Guerre mondiale, la guerre gréco-turque la guerre italo-grecque, la guerre civile grecque et la guerre de Corée.